# إسكويليس
إسكويليس (بالفرنسية: Escœuilles)‏ هي بلدية تقع في إقليم باد كاليه من منطقة نور با دو كاليه في شمال فرنسا. تبلغ مساحة هذه المدينة 5.91 (كم²)، وترتفع عن سطح البحر 107 م، يبلغ عدد سكانها 398 نسمة حسب إحصاء المعهد الوطني للإحصاء والدراسات الاقتصادية سنة 2009 م. وترأس Léonce Leroy البلدية خلال فترة (2008-2014).